# Henigarové ze Seeberka
Henigarové ze Seeberka (též Henygarové, Honigarové, Honingerové, Höngerové, Henigerové ze Žeberka nebo ze Zeberka, z Ebergu/Eberka) byli český šlechtický rod s titulem svobodných pánů. Pocházeli z Chebu a od 15. století žili v Čechách. Stejně jako Schmiedlové ze Seeberka přijali přídomek od hradu Seeberg.

## Historie

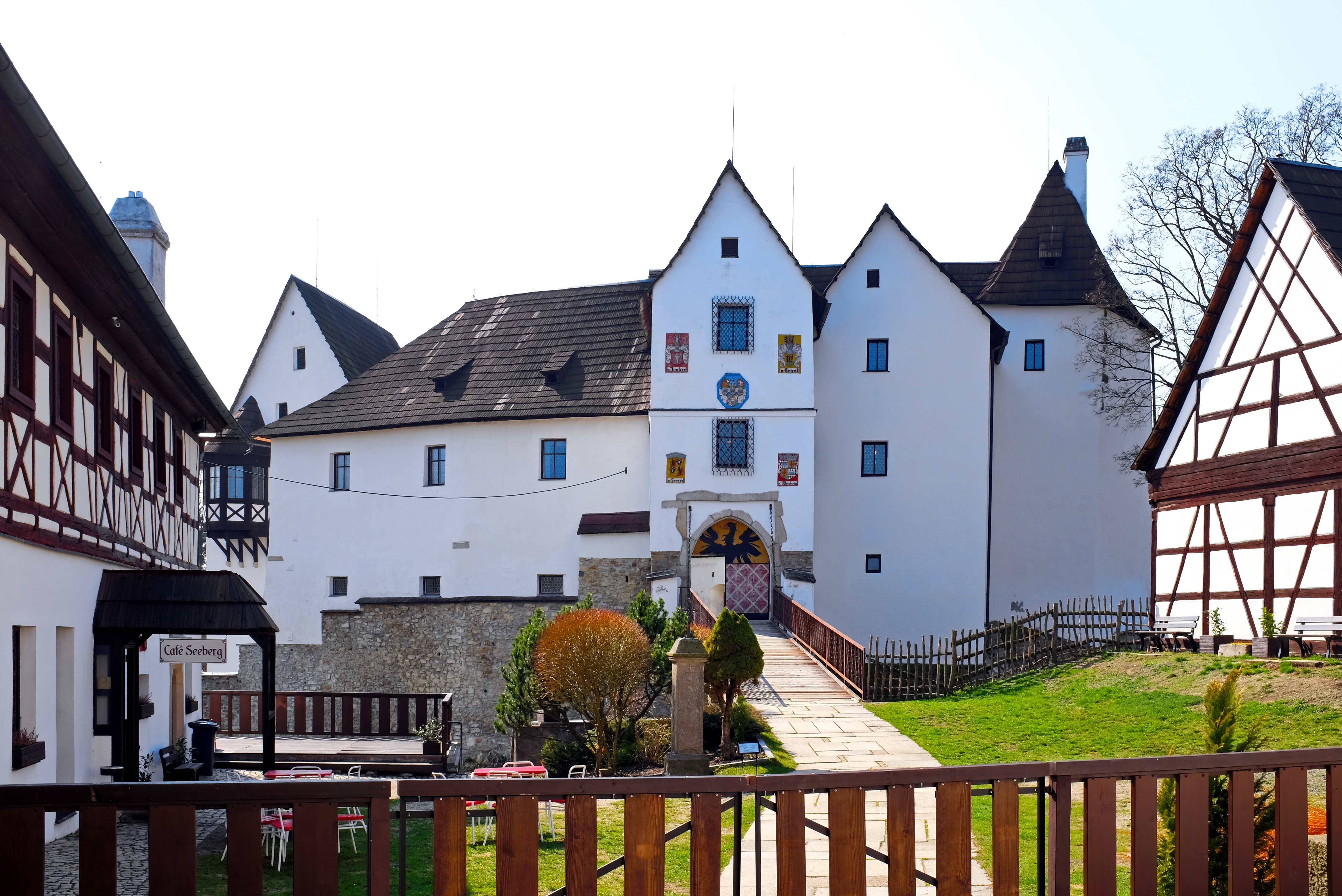
Hrad Seeberg, původní rodové sídlo

V Chebu se připomíná již roku 1395 Matěj Honigar v městské radě, a Hans Hönger, který od Chebských byl vyslán kvůli nějakému dluhu roku 1412 spolu s Jindřichem Šlikem do Norimberka , je asi totožný s Hansem Honingerem, jenž roku 1431 v Loktě radu a obec v jistém sporu rovnal.
Roku 1491 měli synové Henice Henygara ze Seeberka, Jiřík a Kryštof, spor s Eliškou z Konipasu, vdovou po Jiříkovi Henygarovi ze Seeberka. Jiřík, bratr Kryštofův, vydal svědectví roku 1496 v příčině hrádku Sychrova u Rabštejna, že, když byl u pana Václava Rabšteina na hrádku Sychrově dítětem, někteří lidé z Velkého Kolešova k témuž zámku Hrádku příslušeli. Týž Jiřík svědčil roku 1529, když Volf z Gutštejna Halže na Tachovsku na 15 let Mikulášovi Plánskému ze Žeberka zastavil, a připomíná se naposled roku 1534 v tituláři. Dle nápisu posud zachovaného odpočívá jeho tělo v Blíživském kostele, ale letopočet není již čitelný.
Roku 1503 pohnal k soudu Vilém Henygar ze Seeberka Buriana Muckovského ze Švamberka, že mu listovní jistotu na 35 kop do určité doby neudělal. Jindřich Henygar ze Seeberka se připomíná roku 1532 v plzeňských pamětech. Na počátku 16. století před rokem 1513 prodal Mikuláš Henygar ze Seeberka Mutěnín s příslušenstvím Jiříkovi Videršpergarovi z Videršperga, jak dokládá vnuk Mikulášův Václav Henygar ze Seeberka, který roku 1524 Nahošice s příslušenstvím koupil a roku 1552 část Bliživi. Manželka Václavova byla Anna z Hognestu. Václav roku 1547 na části svého statku něco zapsal a po roce 1554 zemřel. Václavův syn Ruprecht se připomíná roku 1561 a zemřel někdy roku 1580 a poručnicí jeho nezletilých dětí se stala Cecilie Henygarová ze Seeberka z Dobrše.
Václav Henygar ze Seeberka na Vlkýši a Nahošicích (1617) prodal roku 1626 Nahošice, aniž co víme o jeho potomcích. Adam, bratr Václavův, koupil Štěnovice, které zůstaly přes sto let v držení Henygarů ze Seeberka . Ve stavovských bouřích vykonali sice katoličtí Henygarové ze Seeberka Adam, Jan Vilém a Václav přísahu dle usnesení stavů roku 1619, ale byli roku 1622 od pokuty osvobozeni. Adamova manželka Judyt Chlumčanská z Přestavlk a z Chlumčan, která byla již roku 1631 vdovou, měla s Adamem syna Jana Václava, jenž si vzal za manželku Kateřinu Kokořovcovnu z Kokořova († 1649). Zdali Jan Arnošt Henygar ze Seeberka roku 1646 a Jan Adam Henygar ze Seeberka roku 1663 připomenutí byli bratři Jana Václava nebo synové Václava Nahošického, nevíme. Jan Václav Štěňovský měl v roce 1649 tři syny: Jana Viléma, Adama Františka a Albrechta Vojtěcha, ze kterých Adam František roku 1676 koupil Horšice, byl c. k. skut. komořím a hejtmanem kraje plzeňského (1678) a se Salomenou Příchovskou z Příchovic zplodil čtyři syny: Jindřicha Antonína, Václava Gerharta, Maximiliána Jáchyma a Jana Josefa roku 1680 připomenuté.
Václav Vojtěch Henygar ze Seeberka, který mezi čtyřmi syny Adamovými se nazývá Václavem Gerhartem, se stal roku 1709 děkanem v Libochovicích, předtím byl 10 let farářem v Údlicích. Kostel chotěšovský a kostel sv. Vavřince v Libochovicích zcela nově vystavěl a přední stranu kostela Klapského nově zřídil, dnešní farní budovu nebo děkanství v Libochovicích také postavil od základů. Příbuzný děkanův Jan Václav Henygar ze Seeberka byl kaplanem v Libochovicích dva a půl roku, načež přišel do Budyně, kde roku 1724 na horkou zimnici zemřel.
Jindřich Antonín Henygar ze Seeberka, jenž po svém otci zdědil Štěnovice a Horšice, k nim přikoupil roku 1716 Příchovice, Radkovice, Kuciny a Týniště, byl krajským hejtmanem plzeňským v letech 1718 až 1724, právě roku 1724 zemřel; jeho náhrobek se v kostele horšickém zachoval do dnes. Štěnovice bezpochyby Jan Antonín Henygar ze Seeberka prodal, poněvadž na jeho náhrobku o nich není zmínky. Z jeho dvou synů se stal František Karel jesuitou, Jan Václav zdědil otcovské statky, a roku 1727 se oženil s Marií Alžbětou Dobřenskou z Dobřenic, zplodil s ní 12 dětí, mezi nimi pět synů, z nichž roku 1788 byli na živu ještě čtyři: Václav, jenž roku 1784 prodal Příchovice a Horšice Hugonovi Damiánu Ervínovi hraběti ze Schönbornu; Jan Nepomuk byl vyšším důstojníkem ve vojenském pluku rakouském a držel hrad Klenová v letech 1783–1793, Heřman byl děkanem v Děčíně a Prokop proboštem v Jindřichově Hradci, pak na Vyšehradě, kde zemřel roku 1809 a je zde pochován. Za něho zámek a dvůr na panství proboštském v Žitenicích vyhořely, dal je znovu vystavět a dal kapitule 20 000 zlatých a odkázal jí svou knihovnu, po většinu francouzské knihy vázané. Kromě Jana Václava a jeho potomstva se připomínají roku 1737 Adolf Henygar ze Seeberka na Chotiměři, jenž se roku 1728 oženil s Eleonorou Schirndingovou ze Schirndingu na Chotiměři a Nahošicích, Karel Maximilián na Mečkově a Josef, který do řádu dominikánského vstoupil, přijal jméno Albertus. Jan Václav, který prodal Horšice a Příchovice, byl dne 21. února roku 1744 povýšen za svobodného pána a dvakrát se oženil, s Marií Annou Liebšteinskou z Kolovrat († 1774) a s Anežkou hr. Salm-Reifferscheidovou; z obojího manželství mu zůstaly dvě dcery, Marie Anna a Marie Terezie, a syn Čeněk, který žil někde v Itálii v kapucínském řádu.
Henygarové ze Seeberka posud žijící pocházejí od Jana Nepomuckého na Klenovém, jehož asi vnuk Jan Karel jako c. k. komoří na Rtišovicích roku 1850 zemřel. Zanechal syna Jana Nepomuka, na Smolotelích a Bohosticích, který zemřel roku 1868; dále syna Vojtěcha († 1873 v Milíně), c. k. komořího a místopresidenta c. k. místodržitelství v Čechách, jenž zplodil s hraběnkou Marií Desfoursovou dcery Marii a Louisu a syna Vincence, c. k. nadporučíka, který s povolením císařským přijal ke svému jménu jméno Des Fours du Mont et Athienville. Druhým synem Jana Karla byl Leopold, c. k. major († 1860) a třetím Štěpán, c. k. nadporučík mimo službu. Dcery zůstaly po Janu Karlovi dvě: Ludovika, provdaná roku 1837 za Ralph-Roberta Noëla esq., kapitána království britského, a Marie, provdaná roku 1845 za Arnošta Fleissnera z Ostrovic na Novém Dvoře, která ovdověla roku 1868. Děti Jana Henygara ze Seeberka Smolotelského, jenž s císařským dovolením přijal jméno Godart, jsou: Kateřina, dáma c. k. tereziánského šlechtického ústavu na Hradčanech v Praze; Johanka, dáma světského ústavu „u sv. Andělů“ v Praze; pak synové: František (* 1847) a Jan Nepomuk Henygar ze Seeberka řečený Godart (* 1839).
Druhá větev Henygarů ze Seeberka (Henygar ze Seeberka) má v čele dva bratry: Emanuela a Josefa Bedřicha. Emanuel († 1860) měl se svou manželkou Annou Kesslerovou ze Sprengeisenu syny: Jana, kanovníka olomouckého, Emanuela, c. k. general majora, který zplodil s manželkou Fanny Tschöppernovou dvě dcery, Alžbětu (*1862) a Marii (*1863), a Eduarda, c. k. majora mimo službu, pak dvě dcery: Karolínu a Annu provdanou r. 1846 za Rudolfa svobodného pána z Kanne, c. k. místodržitelského radu mimo službu. Josef Bedřich († 1851) byl profesorem dějepisu na pražské univerzitě a z jeho manželství s Marií hraběnkou Vratislavou z Netolic († 1838) zůstala jediná dcera Marie, dáma c. k. řádu hvězdového kříže, která se provdala za Antonína hraběte Berchtolda z Uherčic, c. k. komořího, ale již roku 1841 ovdověla. Ve veřejných úřadech rakouských byli postaveni roku 1894 tito Henygarové ze Seeberka: Rudolf Henygar ze Seeberka, prof. c. k. gymnázia českého v Olomouci, ředitel gymnázia v Kroměříži, c. k. okresní školní inspektor okresu prostějovského a Vincenc svobodný pan Henniger ze Seeberka Des Fours du Mont et Athienville, rytíř železné koruny III. třídy, rytířského řádu Německého a pruského korunního řádu, c. k. komoří a major, přidělený ke dvoru J. V. prince Eugena, arcivévody Rakouského.

## Erb
Jejich erb je štít červený s třemi bílými koulemi v pokosné řadě, podobný je docela s erbem Schmiedlů ze Seeberka, který je stejného původu.